# Smeeni
Smeeni est une commune située dans le județ de Buzău, en Roumanie. Elle est composée de sept villages, Albești, Bălaia, Călțuna, Moisica, Smeeni, Udați-Lucieni et Udați-Mânzu. 
La ville est traversée par le 45e parallèle, ligne équidistante entre le pôle Nord et l'équateur.
En 2021, la commune compte 5,806 habitants.